# Enkleia malaccensis
Enkleia malaccensis är en tibastväxtart som beskrevs av William Griffiths. Enkleia malaccensis ingår i släktet Enkleia och familjen tibastväxter. Inga underarter finns listade i Catalogue of Life.